# Diapensia purpurea
Diapensia purpurea là một loài thực vật có hoa trong họ Diapensiaceae. Loài này được Diels mô tả khoa học đầu tiên năm 1912.